# Дуфтит
Дуфтит — відносно поширений мінерал-арсенат із формулою CuPb(AsO4)(OH), споріднений коніхальциту. Має зелений колір і часто утворює ботріоїдальні агрегати.
Дуфтит є членом аделіт-деклуазитової групи коніхальцит-дуфтитової ряду.
Зразки дуфтиту та коніхальциту з Цумебу зазвичай зоновані за кольором і складом. Мікрозондові аналізи та рентгенівські порошкові дослідження вказують на значне заміщення Zn на Cu та Ca на Pb у структурі дуфтиту. Це вказує на наявність твердого розчину мінералів коніхальциту CaCu(AsO4)(OH), аустиніту CaZn(AsO4)(OH) і дуфтиту PbCu(AsO4)(OH), які належать до групи аделіту з класу арсенатів.
Мінерал названий на честь гірничого радника Г. Дуфта, директора Otavi Mine and Railroad Company, Цумеб, Намібія. Типова місцевість — шахта Цумеб, Цумеб, регіон Отчікото, Намібія.

## Структура
Структура дуфтиту включає ланцюжки викривлених октаедрів CuO6, що мають спільні ребра, паралельні до осі c. Ланцюжки з'єднані тетраедрами AsO4 і атомами Pb.

## Середовище утворення
Дуфтит є рідкісним продуктом вивітрювання покладів сульфідної руди. Він асоціюється з азуритом у типовій місцевості та з байлдонітом, сегнітитом, агардитом і гартрелітом на шахтах Central Cobar, Новий Південний Уельс, Австралія, де також знайдено деякі псевдоморфози дуфтиту після міметиту. Він зустрічається в асоціації з олівенітом, моттрамітом, азуритом, малахітом, вульфенітом і кальцитом у родовищі Цумеб, Намібія. Він трапляється з бейлдонітом, бедантитом, міметезитом і церуситом у копальні Кап-Гаронна, Франція.

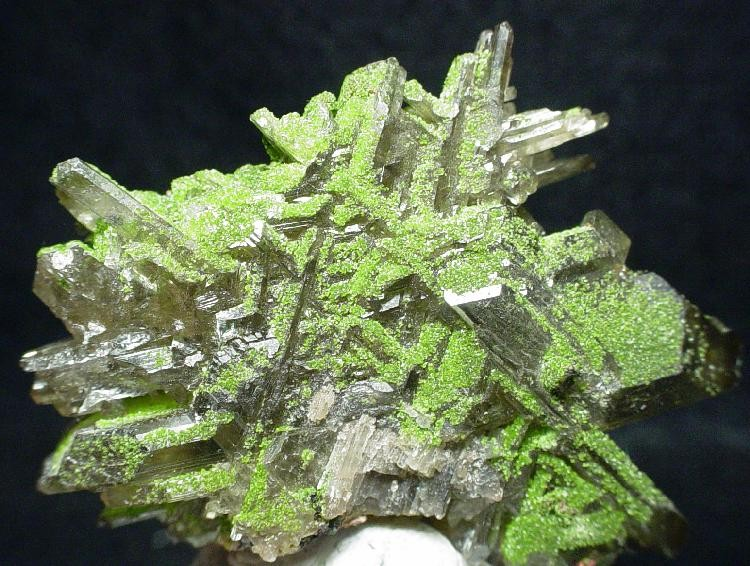
Дуфтит на церуситі, копальня Цумеб, Намібія (розмір: 6×5×3 см)

## Розповсюдження
Про знахідки дуфтиту повідомляли в Аргентині, Австралії, Австрії, Чилі, Чехії, Франції, Німеччині, Греції, Італії, Японії, Мексиці, Намібії, Польщі, Португалії, Росії, Південній Африці, Іспанії, Швейцарії, Великобританії, США та у Зімбабве.